# بالينيا (لاعب كرة قدم مواليد 1950)
بالينيا (بالبرتغالية: Vanderlei Eustáquio de Oliveira‏) هو مدرب كرة قدم ولاعب كرة قدم برازيلي في مركز الهجوم، ولد في 11 يونيو 1950 في بيلو هوريزونتي في البرازيل. شارك مع منتخب البرازيل لكرة القدم. أما مع النوادي، فقد لعب مع أتلتيكو مينيرو ونادي أمريكا ونادي سانتوس ونادي فاسكو دا غاما ونادي كروزيرو ونادي كورينثيانز.

## وصلات خارجية
- بالينيا (لاعب كرة قدم مواليد 1950) على موقع ناشيونال فوتبول تيمز (الإنجليزية)
- بالينيا (لاعب كرة قدم مواليد 1950) على موقع عالم كرة القدم.نت (الإنجليزية)